# Baukea
Baukea é um género botânico pertencente à família Fabaceae.
O género foi descrito por Georg Carl Wilhelm Vatke e publicado em Linnaea 43: 104. 1881. A base de dados Tropicos indica como nome aceite para o género, Rhynchosia.
Trata-se de um género reconhecido pelo sistema de classificação filogenética Angiosperm Phylogeny Website.

## Espécies
A base de dados The Plant List indica 2 espécies para este género, Baukea insignis Vatke e Baukea maxima Baill., ambas sinónimas de Rhynchosia baukea Du Puy & Labat.